# إي سو يونغ
لي جي هون (الهانغول 이지연), تعرف باسم الشهرة لي سو يونغ (الهانغول 이수영), فنانة كاي-بوب كورية جنوبية كانت بداياتها سنة 1999 بأغنية «أعتقد» (I Believe) اللٌتي ذاع صيتها في جنوب شرق آسيا وتمت ترجمتها إلى اللغة اليابانية.
أصدرت لي سو يونغ إلى اليوم سبعة ألبومات وأربع ألبومات صغيرة وستة موسيقى أفلام (OST).

## وصلات خارجية
- إي سو يونغ على موقع ميوزك برينز (الإنجليزية)
- إي سو يونغ على موقع أول ميوزيك (الإنجليزية)
- إي سو يونغ على موقع ديسكوغز (الإنجليزية)